# 門馬幸夫
門馬 幸夫（もんま さちお、1947年- ）は、日本の社会学者。駿河台大学名誉教授。専門は宗教社会学・宗教民俗学。
岩手県生まれ。駿河台大学文化情報学部教授、駿河台大学心理学部教授を歴任。東京都人権啓発センター委員。

## 研究
主として、差別戒名や部落問題に実践的にも深く関わりながら、それらの諸問題を宗教社会学・宗教民俗学の視点を中心に研究を展開している。特に、「穢れ」という視点について、日本における民俗学の先行研究がこれを差別との関係から研究してこなかった点について論及している。また、理論的には、フランクフルト学派、特にユルゲン・ハーバーマスの「コミュニケーション的行為の理論」と「公共性」に関する議論に関心を寄せている。それ以外にも、情報化社会論や観光に関係した研究活動も行っており、一つの領域に収まることの無いフィールドの広い研究者である。

## 著作

### 単著
- 『差別と穢れの宗教研究』岩田書院、1999

### 共著
- 「『穢れ』と差別」（『いくつもの日本Ⅴ　排除の時空を超えて』赤坂憲雄他編）、岩波書店　115～139頁　2003年
- 「〈救済する身体〉と〈欲望される身体〉：女性と観音信仰」（『沼義昭博士古希記念論文集　宗教と社会生活の諸相』）、広隆社、231～249頁　1998年

### 雑誌論文
- 「文化と行為における観念としてのケガレ」、『部落解放』（部落解放研究所）、第450号、246～254頁、1999年2月
- 「『共生』と人権」、『水と村の歴史』（信州農村開発史研究所紀要）、第15号、23～44頁、2000年7月